# 斯特凡·特韦斯
斯特凡·特韦斯（德語：Stefan Tewes，1967年11月24日—），德国男子曲棍球运动员。他曾代表德国参加1992年夏季奥林匹克运动会曲棍球比赛，获得一枚金牌。

## 家庭
弟弟扬-彼得·特韦斯。